# Голубий Ніл
Голубий Ніл, Блакитний Ніл (амх.: ዓባይ, транслітерація: ʿAbbay — Аббай; араб. النيل الأزرق, транслітерація — ан-Ніл ан-Азрак) — річка, що починається з озера Тана та тече по території Ефіопії і Судану, де утворює Ніл, зливаючись з Білим Нілом.
Річка бере початок з озера Тана на Ефіопському нагір'ї. Висота витоку зазвичай вимірюється від джерела священного струмка Гіше-Аббай (Gishe Abbai), на висоті приблизно 1830 м над рівнем моря. У місці витоку з озера знаходиться великий водоспад Голубого Нілу, на якому розташована гідроелектростанція. У верхній течії в межах Ефіопського нагір'я річка має назву Аббай. Упродовж 500 км тече в ущелині завглибшки 900—1200 м.
У Ефіопії Голубий Ніл вважається священною річкою, що тече прямо з Едему. Тому їй приносять дари у вигляді хліба та інших продуктів. На території Судану річка має назву Бахр-ель-Азрак (від араб. бахр — «річка» і азрак — «блакитний»). На суданській території споруджено велике водосховище біля міста Росейрес. Біля міста Хартум Голубий Ніл зливається з Білим, утворюючи власне Ніл, що тече крізь пустелю Сахара й впадає до Середземного моря. Хоча Голубий Ніл коротший за Білий, проте він несе 59 % вод Нілу. Річка судноплавна 580 км від гирла.

## Каскад ГЕС
На річці розташовано ГЕС Тіс-Абай І, ГЕС Тіс-Абай II, Гребля Великого Ефіопського Ренесансу, ГЕС Тана-Белес (Белес II).